# Birgit Arrhenius
Birgit Arrhenius (nacida Klein, 25 de agosto de 1932) es una arqueóloga sueca y profesora emérita en la Universidad de Estocolmo. Anteriormente fue profesora de arqueología en el laboratorio, y fue la primera directora del laboratorio de investigación arqueológica de la universidad. En su trayectoria, ha estudiado yacimientos en lugares como Helgö y Mälaren, y ha investigado obras prehistóricas realizadas mediante pressblech y cloisonné de granate. Es miembro de la Real Academia Sueca de Ciencias y en 1992 fue galardonada con la medalla Gösta Berg de la Real Sociedad Patriótica de Suecia.

## Trayectoria

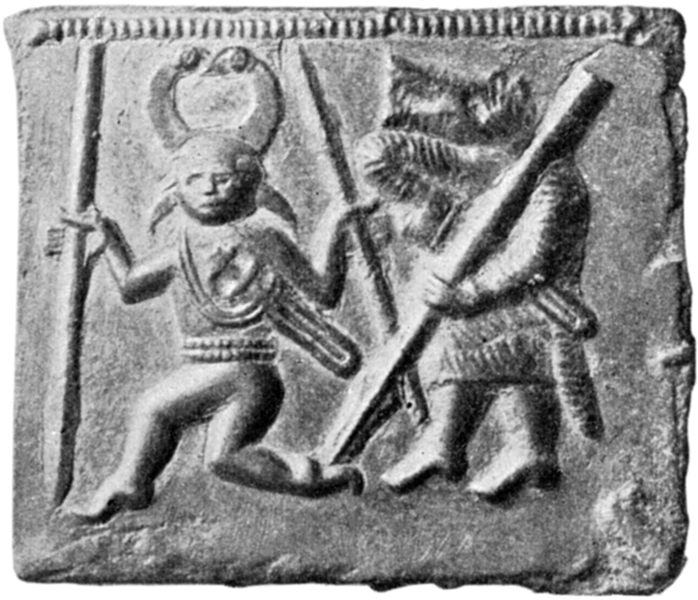
Una de las cuatro placas de Torslunda, que muestra una figura cornuda a la que le falta el ojo derecho, que Arrhenius mostró que había sido arrancado, lo que sugiere que se trata de Odín.

Birgit Arrhenius nació como Birgit Klein el 25 de agosto de 1932. Fue una de los seis hijos de Gerda Klein y su marido Oskar Klein, un físico teórico sueco que impartía clases en la Universidad de Estocolmo. La familia vivía de forma muy modesta, hasta el punto de que el padre, cuando se le ofreció la Orden de la Estrella Polar, estuvo a punto de rechazar el galardón al no poder permitirse el gasto en vestuario para poder acudir a la ceremonia, aunque al final el decano se ofreció a sufragarlo.
Arrhenius, al igual que su padre, fue profesora en la Universidad de Estocolmo. Trabajó entre 1986 y 1998 como profesora de arqueología en el laboratorio y fue la primera directora del laboratorio de investigación arqueológica de la universidad, fundado en 1976. Participó en las labores de excavación y publicación de hallazgos de yacimientos arqueológicos en Helgö y Björkö. En un estudio de 1983, sugirió reanalizar la cronología de las tumbas halladas en Vendel. En 1992 demostró mediante escaneo láser que se le había arrancado el ojo a la figura de un guerrero danzante en una de las placas de Torslunda ‐una serie de moldes de bronce fundido empleados para decorar cascos‐ como una posible invocación del dios germánico tuerto Odín.
El 1 de octubre de 1991, fue elegida miembro de la Real Academia Sueca de Letras, Historia y Antigüedades, y al año siguiente la Real Sociedad Patriótica le concedió la medalla Gösta Berg, destinada a aquellas personas que han realizado «esfuerzos sobresalientes» en las áreas del patrimonio cultural. Arrhenius es profesora emérita de la Universidad de Estocolmo.

## Publicaciones
- Arrhenius, Birgit (1983). «The chronology of the Vendel graves».  En Lamm, Jan Peder; Nordstrom, Hans-Åke, eds. Vendel Period Studies: transactions of the Boat-Grave Symposium in Stockholm, February 2–3, 1981. Studies – The Museum of National Antiquities, Stockholm 2. Stockholm: Statens Historiska Museum. pp. 39-70. ISBN 978-91-7192-547-3.
- Arrhenius, Birgit; Freij, Henry (1992). «'Pressbleck' Fragments from the East Mound in Old Uppsala Analyzed with a Laser Scanner». Laborativ Arkeologi (Stockholm University) (6): 75-110.